# 小さな魔法使いと秘密の城 リトル・ウィッチ2
『小さな魔法使いと秘密の城 リトル・ウィッチ2』（ちいさなまほうつかいとひみつのしろ、原題：Bibi Blocksberg und das Geheimnis der blauen Eulen）は、ドイツの映画作品。『リトル・ウィッチ ビビと魔法のクリスタル』の続編である。

## キャスト
| 役名         | 俳優                           | 日本語吹き替え |
| ------------ | ------------------------------ | -------------- |
| ビビ         | シドニー・フォン・クロージック | 大前茜         |
| エレア       | マリー・ルイーゼ・シュタール   | 増田ゆき       |
| バルテルス   | エドガー・ゼルゲ               | 村治学         |
| バルバラ     | カッチャ・リーマン             | 藤生聖子       |
| ベルンハルト | ウルリッヒ・ネーゼン           | 根本泰彦       |
| ラビア       | コリーナ・ハルフォッホ         | 込山順子       |
| マリボア     | ルーファス・ベック             | 岩崎ひろし     |

- その他の声の吹き替え：久保田民絵／伊藤静／飯島肇／山下亜矢香／日野未歩／遠藤綾／宇乃音亜季／矢野裕子／山口登

## 日本語版制作スタッフ
- 演出：三好慶一郎
- 翻訳：黒田ゆりか
- プロデューサー：保戸塚聡、大口直子
- 録音制作：(株)東北新社
- 製作：タキコーポレーション